# هيدروكسي إيثيل تريفثاليك أسيد-2
2-هيدروكسي إيثيل تريفثاليك أسيد هو مركب عضوي صيغته HOC2H4O2CC6H4CO2H. وهو أحادي الإستر لحمض التيريفثاليك والإيثيلين غلايكول. المركب هو مقدمة للبولي (إيثيلين تيريفثاليت) (PET) ، وهو بوليمر يتم إنتاجه على نطاق واسع صناعيًا. 2- حمض الهيدروكسي إيثيل تريفثاليك مادة صلبة عديمة اللون قابلة للذوبان في الماء والمذيبات العضوية القطبية. بالقرب من درجة الحموضة المحايدة ، يتحول حمض 2-هيدروكسي إيثيل تريفثاليك إلى 2-هيدروكسي إيثيل تريفثالات ، HOC2H4O2CC6H4CO2−.

## الحدوث وردود الفعل
2-هيدروكسي إيثيل تريفثاليك أسيد وسيط في كل من تكوين وتحلل مادة (PET). يتم إنتاجه على نطاق واسع باعتباره الوسيط الأول في مسارات معينة لـ (PET). على وجه التحديد ، يتم إنتاجه في سياق التكثيف الحراري لحمض التيريفثاليك والإيثيلين جلايكول:
HOC2H4OH  +  HO2CC6H4CO2H  →   HOC2H4O2CC6H4CO2H  +  H2O
وبالمزيد من تجفيف حمض 2-هيدروكسي إيثيل تريفثاليك يعطي بولي إيثيلين تيرفثالات (PET).
يتم إنتاجه أيضًا عن طريق التحلل المائي الجزئي لـ (PET) ، حيث يتم تحفيزه بواسطة إنزيم PETase:
H[O2CC6H4CO2C2H4]nOH  +  n H2O   →  n HO2CC6H4CO2C2H4OH